# Палау сова
Палау сова (лат. Pyrroglaux podarginus) врста је сове из породице правих сова. Раније је ова врста припадала роду Otus, али је данас смештена у нови монотипски род Pyrroglaux. Ова птица има тамноцрвенкасто-браон тело са белим тачкама расутим по перју. Ендемска је врста за острва Палау у Тихом океану, где живи у шумама и на дрвећима у лагунама, у јаругама и мангровским мочварама. Палау сова гнезди се у шупљинама дрвећа, живи у групама са осталим припадницима исте врсте, а по типу спада у територијалну врсту птице.